# Lachemilla orizabensis
Lachemilla orizabensis är en rosväxtart som beskrevs av Per Axel Rydberg. Lachemilla orizabensis ingår i släktet Lachemilla och familjen rosväxter. Inga underarter finns listade i Catalogue of Life.